# Gauklerfest Attendorn
Das Gauklerfest ist ein Musik- und Kleinkunst-Festival, das seit 1988 jährlich im sauerländischen Attendorn stattfindet.

## Geschichte
Das Gauklerfest geht zurück auf eine Initiative des Jugendzentrums Attendorn und zwei lokale Jonglage- und Clownerie-Gruppen, die im Sommer 1988 einen Tag lang auf einer provisorischen Bühne auf dem Marktplatz der Stadt Aufführungen veranstalteten. Einzige gebuchte Künstler waren die Clowns Jordy & Gerome. In den nächsten Jahren wuchs die Beteiligung stetig, ab 1990 kamen erste Bandauftritte zum Kleinkunstevent hinzu und Sponsoren begannen sich zu engagieren. 1992 übernahm das neu gegründete Kulturbüro die Organisation, was einen weiteren Ausbau der Aktivitäten ermöglichte. Im Laufe der 1990er Jahre wurde aus dem kleinen Kinderfest ein Festival, das auf zentralen Plätzen der Innenstadt mit mehreren Bühnen stattfindet und in der Fußgängerzone eine von Freiwilligen getragene Kinderspielstraße bietet.
Seit dem Jahr 2000 kamen regelmäßig auch national bekannte Musiker nach Attendorn wie Gregor Meyle, Gentleman oder Seeed. Außerdem spielen weiterhin teils unbekannte Bands aus der näheren Umgebung. Im Bereich Kleinkunst gastierten zahlreiche internationale Künstler auf dem Gauklerfest, mit der Kabarettistin Lioba Albus in ihrer Rolle als Mia Mittelkötter auch regelmäßig eine gebürtige Attendornerin.
Der Einzugsbereich des Festivals erweiterte sich kontinuierlich. 2005 wurden erstmals mehr als 20.000 Besucher registriert. Nach einem verregneten und daher besucherarmen Veranstaltungswochenende im Jahr 2011 stand das Gauklerfest aus finanziellen Gründen auf der Kippe, konnte durch Spenden und höhere Zuwendungen der Stadt und der Sponsoren aber erhalten werden. Wegen der Corona-Pandemie musste das Gauklerfest 2020 abgesagt werden.
Das Programm teilt sich auf vier Bühnen auf. Die Hauptbühne für Kleinkunst befindet sich am Alten Markt. Die Bühne an der Breiten Techt ist seit 1992 im Kleinkunst-Programm, am Schüldernhof findet hauptsächlich das Kinderprogramm Platz. Weitere Spielangebote gibt es im Kinderviertel zwischen dem Sparkassen-Parkplatz und der Pfarrkirche. Am Kirchplatz sind Nachwuchskünstler und der Open-Stage-Bereich zu finden.
Gauklerfest 2025
Im Jahr 2025 verzeichnete das Gauklerfest mit rund 15.000 Besucherinnen und Besuchern erneut eine hohe Resonanz. Bei durchweg gutem Wetter sorgte das vielfältige Programm aus Musik, Straßentheater und Kinderaktionen an den etablierten Spielorten für eine lebendige Festivalatmosphäre. Ein besonderes Highlight war der Auftritt der international bekannten Band Jaya The Cat, die auf der Hauptbühne vor einem restlos begeisterten Publikum spielte. Der Kleinkunstpreis 2025 ging an die argentinische Artistin Caterina Stefanoff, die das Publikum mit einer Mischung aus Akrobatik und clownesker Poesie überzeugte.

### Kleinkunstpreis
Im Rahmen des Gauklerfestes loben das Kulturbüro e.V. und die Sparkasse Attendorn-Lennestadt-Kirchhundem seit 2006 jährlich einen Kleinkunstpreis aus.
Die bisherigen Gewinner:
- 2006: Mairo Queen of the Circus (USA)[5]
- 2007: Herr Niels (Deutschland)[5]
- 2008: Tom Murphy (USA)[5]
- 2009: Linne & Riesling (Deutschland)[5]
- 2010: El Niño del Retrete (Argentinien)[5]
- 2011: Gromic (Belgien)[5]
- 2012: Tuto Tul (Argentinien)[6]
- 2013: Tuto Tul (Argentinien)[6]
- 2014: El Diabolero (Österreich)[7]
- 2015: Duo Laos (Argentinien)[8]
- 2016: This Maag (Schweiz)[9]
- 2017: Gabor Vosteen (Deutschland)[10]
- 2018: Jyoti Supernatural (Frankreich)[11]
- 2019: Noah Chorny (USA)[12]
- 2024: Lotta and Stina (Finnland)[13]
- 2025: Caterina Stefanoff (Argentinien)